# Накнек (озеро)
Накнек (англ. Naknek Lake) — озеро на юго-западе штата Аляска, США. Расположено в основании полуострова Аляска, на территории национального парка Катмай. В административном отношении находится на территории двух боро: Лейк-энд-Пенинсула и Бристол-Бей.

## Гидроним
В 1821 году М. Н. Васильев записал название озера как «Акулогак», а в 1836 году Ф. П. Литке отметил эскимосское название озера naugeik как «Накнек» (или от юпикского слова, значащего «мутный»). Во время проведения переписи населения в 1880-х годах Иван Петров назвал озеро в честь Фрэнсиса А. Уокера.

## Описание
Озеро составляет примерно 64 км в длину и от 5 до 13 км в ширину. Его площадь составляет 610 км². Имеет сток в виде реки Накнек, несущей свои воды в Бристольский залив Берингова моря. К югу от озера Накнек расположено озеро Брукс. Раньше, около 5000 лет назад, они были одним озером, уровень которого был значительно выше современно. Однако, затем река Накнек прорезала ледниковую морену и уровень воды в озере понизился. Озеро Брукс отделилось от озера Накнек и стало впадать в него в виде реки Брукс. Примерно посередине между озёрами река Брукс падает в виде водопадов, широко известных среди туристов, как место наблюдения за бурыми медведями, ловящими здесь лосося.
Вблизи озера часто наблюдаются лоси и волки, иногда — росомахи. Медведи гризли также часто наблюдаются по берегам озера; особенно многочисленны они в районе лагеря Брукс-Камп, расположенного при впадении реки Брукс.